# Estereograma

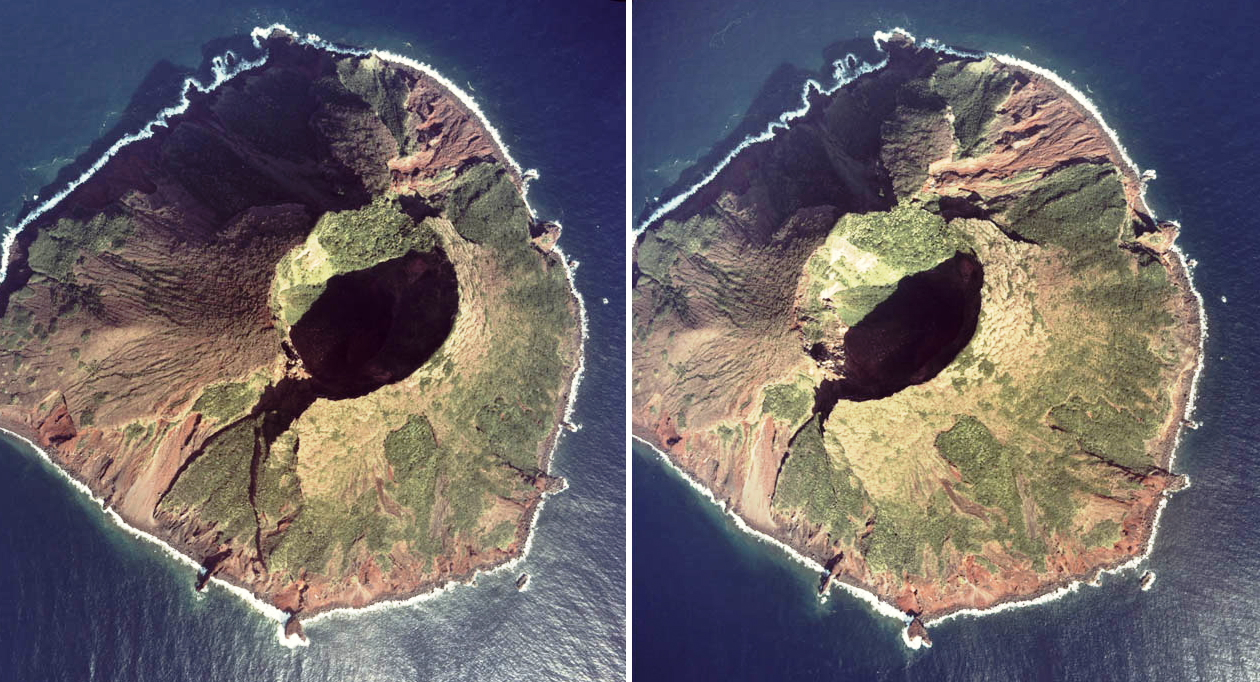
Estereograma de un volcà japonès

Un estereograma és una il·lusió òptica basada en la capacitat que tenen els ulls de captar imatges des de diferents punts de vista. Aquestes perspectives diferents són captades de tal forma pel cervell que aquest percep que una imatge bidimensional és tridimensional. Els estereogrames es feren durant molts anys sobreposant dues fotografies preses des angles lleugerament diferents; actualment, però, s'han popularitzat, gràcies als estereogrames de punts aleatoris creats amb programes d'ordinador.
Per veure un estereograma el més important és entendre el resultat esperat. La idea és desenfocar la vista de la imatge, de tal manera que siguin captades ambdues perspectives. Alguns recomanen mirar a l'infinit, és a dir, fixar la vista en un objecte distant i sense desenfocar, tractar de mirar la imatge. Altres prefereixen fixar la vista en un dit mentre s'acosta lentament cap a la imatge, o tractar d'observar el reflex de la imatge en un vidre, depèn de cadascú i de la seva condició visual.

## Inicis dels estereogrames
L'inici dels estereogrames es remunta a l'experimentació i estudi de la visió binocular. Euclides, Leonardo da Vinci i Johannes Kepler, entre d'altres, varen ser els precedents d'aquest estudi.
No és fins a l'any 1938 quan el físic Charles Wheatstone, crea el primer visor estereoscòpic. Aquest aparell permetia percebre tridimensionalitat partint de dues imatges. Per tant, una doble imatge era interpretada com una sola en 3D. Aquesta doble imatge mostrava dues perspectives diferents del mateix objecte i era unida a nivell perceptiu.
Durant la dècada dels noranta, es popularitzen els estereogrames i apareix el llibre "El Ojo Mágico" on poden trobar-se estereogrames, la il·lusió òptica que experimenta amb la nostra percepció visual.

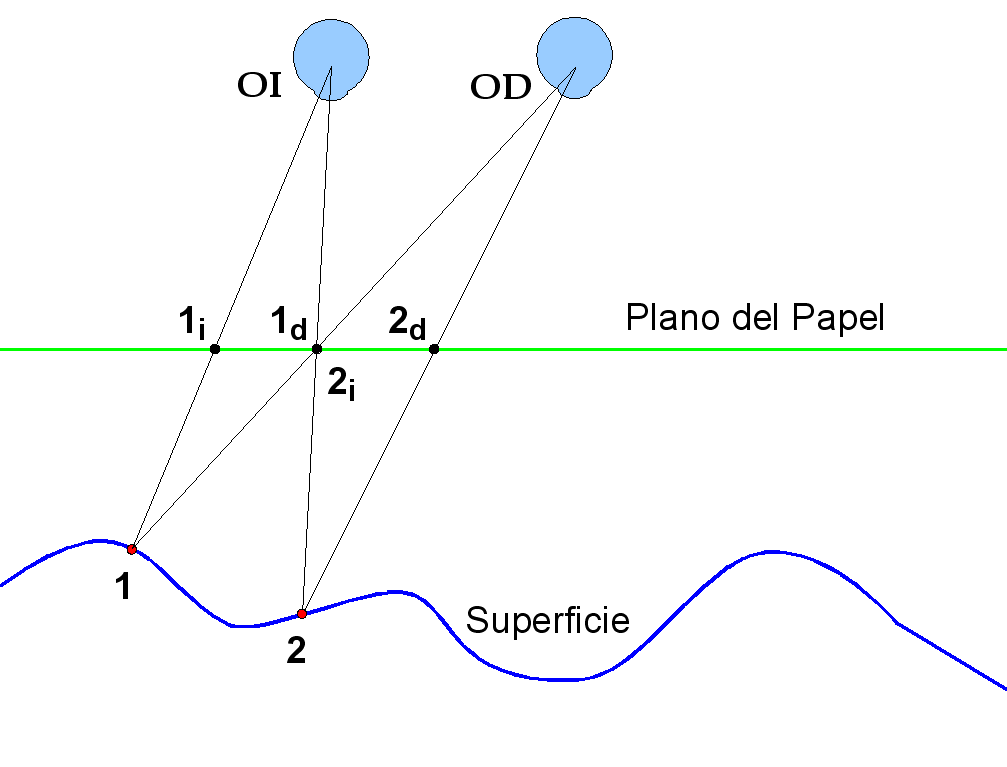
Com dibuixar un estereograma.

## Creació d'un estereograma
La figura representa un mètode per dibuixar estereogrames. Es mostra, en un pla perpendicular al paper, la superfície que es vol representar, que és la línia blava, el paper, que és la línia verda, i els dos ulls ("OD", ull dret, i "OI", ull esquerre).
Com que la profunditat es percep en funció de la separació entre els dos ulls, es necessita dibuixar una cosa que cadascun d'ells interpreti de diferent manera. Per això s'"escombra" la superfície amb línies horitzontals que es representen en el paper una a una.
1. Es comença amb la primera. Es tria un punt arbitrari de la superfície, a la figura l'1. Traçant una recta entre l'ull esquerre i el punt, talla al paper en 1i , que és on l'ull esquerre veu el punt 1. Es dibuixa aquest punt.
2. A continuació es traça la recta entre el punt 1 i l'ull dret, que dona 1d, i es dibuixa aquest nou punt, que és on l'ull dret veu el punt 1.
3. Però com que no es pot impedir que l'ull esquerre també el vegi, l'aprofitarem com a 2i  per dibuixar el següent punt de la superfície. Per a això es traça una recta entre l'ull esquerre i 1d  i la es prolonga fins a tallar la superfície. Això dona el punt 2.
4. Repetint el pas 2, s'obté 2d , que es dibuixa en el paper i es prossegueix fins a finalitzar la línia.

Igual que s'ha descrit per dibuixar d'esquerra a dreta, s'ha de fer també de dreta a esquerra. Com que aquest mètode dona punts molt dispersos, es parteix de diversos punts pròxims, situats entre 1 i 2, que donen altres famílies per dibuixar la línia completa. A continuació es repeteix el procés per a la línia següent fins a completar la superfície.Com es pot veure, l'estereograma depèn de paràmetres físics que no són arbitraris: distància interpupil·lar, distància dels ulls al paper i profunditat de la imatge. Abans de dibuixar un objecte complex, convé ajustar aquests valors amb figures simples (un con va molt bé) fins a aconseguir que la percepció de profunditat l'abasti fàcilment.